# Nestor Gomes
Nestor Gomes, född oktober 1909, var en friidrottare från Brasilien. Han deltog vid olympiska sommarspelen 1932.